# Eupithecia orichloris
Eupithecia orichloris es una especie de polilla de la familia Geometridae, originaria de Kauai, Oahu, Maui, Lanai y Hawái.

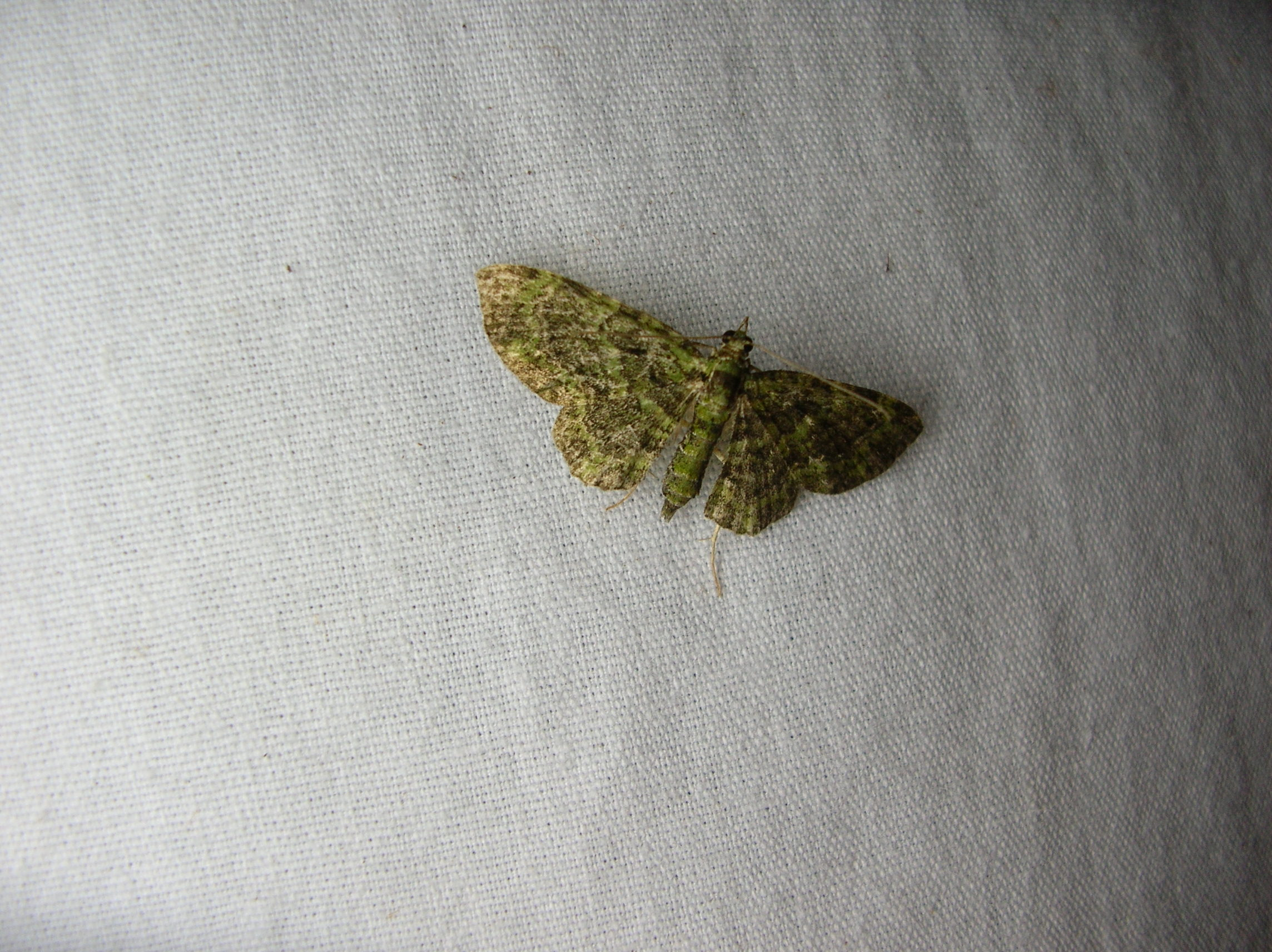

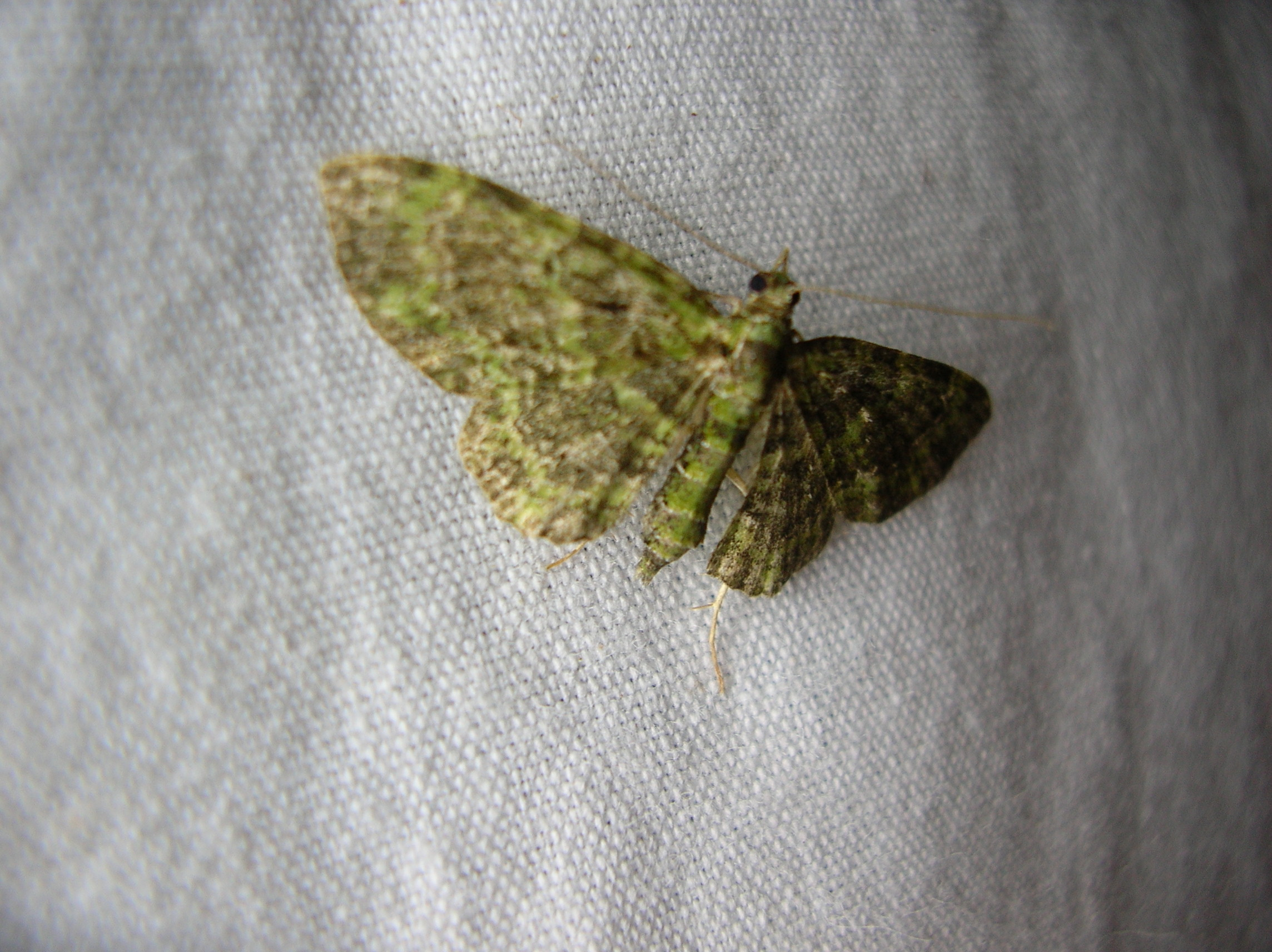

Las larvas u orugas de esta especie y de unas pocas especies relacionadas son depredadores que se alimentan de otros insectos. Tienen dos apéndices abdominales que actúan como resortes, dándoles un movimiento rápido, con el cual pueden atrapar una presa cuando está en contacto o casi en contacto. Además el primer par de patas tiene espinas que le permiten sostener la presa. Son posiblemente las únicas especies de Lepidoptera que poseen este comportamiento depredador.